# Педраца (Модена)
Педраца је насеље у Италији у округу Модена, региону Емилија-Ромања.
Према процени из 2011. у насељу је живело 40 становника. Насеље се налази на надморској висини од 33 м.